# فرتونا
فُرتونا (به اسپانیایی: Fortuna) یکی از شهرداری‌های کومارکای شرقی و در بخش خودمختار مورسیا در کشور اسپانیا قرار دارد. تا سال ۲۰۱۲ مساحت این شهرداری ۱۴۸ کیلومتر مربع و جمعیت آن ۱۰۰۹۸ تَن می‌باشد.